# Бларжи
Бларжи (фр. Blargies) насеље је и општина у североисточној Француској у региону Пикардија, у департману Оаза која припада префектури Бове.
По подацима из 2011. године у општини је живело 504 становника, а густина насељености је износила 50,15 становника/km². Општина се простире на површини од 10,05 km². Налази се на средњој надморској висини од 219 метара (максималној 227 m, а минималној 185 m).

## Демографија
| 1962. | 1968. | 1975. | 1982. | 1990. | 1999. | 2011. |
| ----- | ----- | ----- | ----- | ----- | ----- | ----- |
| 399   | 408   | 463   | 451   | 455   | 450   | 504   |

График промене броја становника у току последњих година